# Disproporcionace radikálů
Disproporcionace radikálů jsou organické reakce, kde dva radikály vytváří dva neradikálové produkty. Vzhledem k vysoké reaktivitě radikálů probíhají rychle a mají velmi nízké aktivační energie. Nejvíce prozkoumané jsou u alkylových radikálů, ale mohou probíhat i u jiných molekul, často vícestupňově.

## Mechanismus
Při disproporcionacích radikálů jedna molekula slouží jako akceptor a druhá jako donor. Při nejobvyklejším druhu se odštěpí vodík z donoru za eliminace a vzniku dvojné vazby. Odštěpovat se mohou i jiné atomy, například halogeny.

## Sterické efekty
Disproporcionace radikálů se často popisují jako lineární reakce, což ale ve většině případů neplatí. U stericky zatížených molekul vyžadují lineární uspořádání a reagují tak pomaleji. Ethylové radikály jsou lepšími akceptory než terc-butylové, kde sterické efekty znesnadňují přibližování vodíků.

## Disproporcionace alkylových radikálů
Disproporcionace alkylových radikálů jsou podrobně prozkoumané. Konečnými produkty každé takové reakce jsou molekula alkanu a alkenu a řád vazby se zvyšuje o 1; reakce je tak exotermní (ΔH = 2000 – 400 kJ/mol) a rychlá.

### Křížové disproporcionace
Ke křížovým disproporcionacím dochází při reakcích dvou různých alkylových radikálů. Podle toho, který radikál je donorem a který akceptorem, mohou vznikat rozdílné produkty. Donorové vlastnosti primárních a sekundárních alkylových radikálů závisí na sterických efektech a konfiguraci u akceptorů.

## Rekombinace
Vedle disproporcionací mohou probíhat také rekombinace, kdy dva radikály utvoří jeden neradikálový produkt a jednu novou vazbu; u alkylových radikálů mnohdy převažují. Podobně jako u disproporcionace jsou rekombinace exotermní a mají nízké aktivační energie. Poměr rychlosti disproporcionace a rekombinace se značí kD/kC. S nárůstem počtu přenositelných vodíků se tento poměr posouvá ve prospěch disproporcionace.

### Kinetický izotopový efekt
Po nahrazení atomů vodíku v alkylovém radikálu deuteriem je disproporcionace o něco pomalejší, zatímco rychlost rekombinace se nemění; disproporcionace je tak mírně ovlivňována kinetickým izotopovým efektem, kdy kH/kD je u ethenu rovno 1,20 ± 0´,15. Vodíky a deuterony se rekombinací neúčastní, ale oddělení deuteronu při disproporcionaci je v důsledku vyšší hmotnosti a nižší vibrační energie pomalejší než u lehkého vodíku, přestože je pozorovaná hodnota kH/kD blízká jedné.

### Polární efekty a disproporcionace alkoxyradikálů
Alkoxyradikály, mající nepárový elektron na atomu kyslíku, mívají vyšší kD/kC než alkylové radikály. Na kyslíku se nachází částečný záporný náboj, čímž se snižuje elektronová hustota na donorovém uhlíku a usnadňuje oddělování vodíku. Rychlost disproporcionace zvyšuje také skutečnost. že kyslík navázaný na akceptor má vyšší elektronegativitu než uhlík.

## Terminace řetězových reakcí
Řada radikálových reakcí probíhá řetězově, přičemž se disproporcionace a rekombinace objevují v závěrečném kroku. Disproporcionace a rekombinace brání prodlužování řetězce. Omezením disproporcionace a rekombinace v závěru reakce má velký význam při polymerizacích. U některých reakcí jim lze zabránit sterickými efekty nebo efekty rozpouštědla.

## Omezení disproporcionace v živých radikálových polymerizacích
I když může disproporcionace vytvořit novou dvojnou vazbu, která se poté může zapojit do dalších reakcí s polymerním řetězcem, tak se při ní také vytváří nasycený uhlovodík, což omezuje řetězovou reakci. Při živých radikálových polymerizacích k terminacím nedochází; tohoto lze dosáhnout několika způsoby, například vratnou terminací se stabilními radikály. Omezení rekombinace a disproporcionace se dá dosáhnout pomocí nitroxidových radikálů.